# Callerebia reducta
Callerebia reducta är en fjärilsart som beskrevs av Evans 1924. Callerebia reducta ingår i släktet Callerebia och familjen praktfjärilar. Inga underarter finns listade i Catalogue of Life.